# Filippo Tuena
Pour les articles homonymes, voir Tuena (homonymie).
Œuvres principales
Tutti i sognatori
Le variazioni Reinach
Ultimo parallelo
Filippo Tuena, né en 1953 à Rome, est un écrivain italien.

## Biographie
Filippo Tuena fait des études d'histoire de l'art à l'université La Sapienza. Spécialiste de Michel-Ange, il a écrit plusieurs essais et roman sur la vie de l'artiste florentin.

## Œuvre
- Il tesoro dei Medici, éd. Giunti, 1987
- Lo sguardo della paura, éd. Leonardo, 1991 – Prix Bagutta 1992 « de la première œuvre »
- Il volo dell'occasione, éd. Longanesi, 1994 ; rééd. Fazi, 2004
- Il diavolo a Milano, éd. Ikonos, 1996 ; rééd. Carte scoperte, 2005
- Cacciatori di notte, éd. Longanesi, 1997
- Tutti i sognatori, éd. Fazi, 1999 – Prix Grinzane Cavour 1999
- Michelangelo. La grande ombra, éd. Fazi, 2001
- La passione dell'error mio. Il carteggio di Michelangelo, éd. Fazi, 2002
- Quattro notturni, éd. Aletti, 2003
- Notturno. Un preludio e sette scene per Giulio II e Michelangelo, éd. Fazi, 2003
- Le variazioni Reinach, éd. Rizzoli, 2005 – Prix Bagutta 2006
- Michelangelo. Gli ultimi anni, éd. Giunti, 2006
- Ultimo parallelo, éd. Rizzoli, 2007 ; rééd. Saggiatore, 2013 – Prix Viareggio 2007 du roman
- Manualetto pratico a uso dello scrittore ignorante, éd. Mattioli 1885, 2010
- Stranieri alla terra, éd. Nutrimenti, 2012
- Quanto lunghi i tuoi secoli (Archeologia personale), éd. Pro Grigioni Italiano, 2014
- Memoriali sul caso Schumann, éd. Saggiatore, 2015